# Les Valeurs personnelles
Les Valeurs personnelles est un tableau réalisé par le peintre belge René Magritte en 1952. Cette huile sur toile surréaliste représente l'intérieur d'une chambre à coucher dont les murs imitent un ciel nuageux et dont une partie du contenu est constituée d'objets du quotidien de taille gigantesque, ainsi un peigne, une allumette, un verre à pied, un blaireau et un savon. Entrée dans ses collections en 1998, l'œuvre est conservée au musée d'Art moderne de San Francisco, à San Francisco, en Californie, aux États-Unis.